# 趙慶喆
趙 慶喆（チョ・ギョンチョル、朝鮮語: 조경철）は、朝鮮民主主義人民共和国の軍人、政治家。朝鮮労働党中央委員会委員、朝鮮人民軍保衛司令官。朝鮮人民軍における軍事称号（階級）は大将。

## 経歴
出生地や生年月日など詳しいことはわかっていない。2003年に最高人民会議第11期代議員に選出された。2007年に上将に昇進し、2010年に軍の秘密警察である朝鮮人民軍保衛司令官、朝鮮労働党中央委員会委員に任命された。保衛司令官として金正覚朝鮮人民軍総政治局第1副局長、禹東測国家安全保衞部第1副部長と共に金正恩政権の足固めを行う為に、数百人を粛清したとされ、「死の3人組」と呼ばれ恐れられた。2014年に大将に昇進した。2017年にアメリカ財務省から人権侵害に関与したとして、制裁対象に指定された。

## 参考サイト
- 북한정보포털 （朝鮮語）